# Almendral de la Cañada
Almendral de la Cañada – gmina w Hiszpanii, w prowincji Toledo, w Kastylii-La Mancha, o powierzchni 33,63 km². W 2011 roku gmina liczyła 361 mieszkańców.